# Worcester Wolves
Die Worcester Wolves sind eine professionelle Basketballmannschaft aus Worcester in England. Die im Jahr 2000 gegründete Mannschaft schaffte 2006 den Sprung in die geschlossene Profiliga British Basketball League, nachdem unter anderem die Birmingham Bullets aus den West Midlands sich aus der BBL zurückgezogen hatten.

## Geschichte

### Beginn in den englischen Ligen (2000 bis 2006)
Nachdem in den 1990er Jahren eine unterklassige Mannschaft namens Chiefs in Worcester existiert hatte, die jedoch 1996 nach Solihull nahe Birmingham abgewandert war, entstand nach dem Bau der Worcester Arena an der University of Worcester der Wunsch nach Gründung einer neuen Basketballmannschaft. Die Wolves fanden 2000 Aufnahme in die dritte Division der „National Basketball League“ (NBL). Nach einem zweiten Platz in der Premierensaison schaffte man direkt den Aufstieg in die zweite Saison. Zu Beginn der folgenden Saison wurde man dann nach dem Rückzug der Doncaster Panthers direkt in die höchste Klasse der NBL Division One hochgestuft. Nach der Gründung der „English Basketball League“ (EBL) 2003 spielte man zunächst in der zweiten Division, schaffte aber in der ersten Spielzeit der EBL 2004 als Zweiter der regulären Saison sowie Sieger der Play-offs und des Ligapokals Patrons Cup den Aufstieg in die EBL Division One. In der Division One belegte man zweimal den vierten Platz und siegte 2006 im Ligapokal National Trophy.

### British Basketball League (seit 2006)
Nach der Saison 2005/06 erlitt die BBL erneut den Verlust dreier Franchises mit den London Towers, Birmingham Bullets und Brighton Bears. Auf der Suche nach möglichst regionalem Ersatz fiel die Wahl der BBL auf London United, Worthing Thunder sowie in den West Midlands auf die Worcester Wolves. Während die Worthing Thunder erst zwei Jahre später ihren Spielbetrieb in der BBL aufnahmen, waren die Wolves bereits in der Saison 2006/07 in der BBL vertreten und belegten dort nach nur vier Saisonsiegen in 36 Ligaspielen den letzten Platz unter zehn Mannschaften. An dieser Bilanz änderte auch die Nachverpflichtung des Deutsch-Amerikaners Markus Hallgrimson nichts. Die London United hatten zwar auf dem achten Platz den Sprung in die Play-offs geschafft, wurden aber zur folgenden Saison durch London Capital ersetzt. In der folgenden Saison gewannen die Wolves sportlich an Boden, während die neu aufgenommen regionalen Konkurrenten Birmingham Panthers ihrerseits den letzten Platz einnahmen und nach einer Saison wieder zurückzogen.
Auf dem achten Platz in der Abschlusstabelle der Saison 2007/08 konnten sich die Wolves, die sich mit dem erfahrenen Deutsch-Amerikaner Chuck Evans verstärkt hatten, für die Play-offs qualifizieren und erreichten zudem das Halbfinale im Ligapokal BBL Trophy. Während man in der Trophy gegen den späteren Sieger Guildford Heat ausschied, verlor man in der ersten Runde der Play-offs gegen Titelverteidiger Newcastle Eagles. In der folgenden Spielzeit erfolgte ein Rückschlag, als man in der Abschlusstabelle auf dem zehnten und drittletzten Tabellenplatz die Finalrunde verpasste. Man holte daraufhin Chuck Evans als Trainer zurück, der bei den Wolves seine erste Trainerstelle antrat. Zwei Monate nach Saisonbeginn machten die Wolves Schlagzeilen, jedoch nicht in sportlicher Hinsicht, als der selbst farbige Neutrainer Evans pauschal die Arbeitseinstellung seiner hellhäutigen Spieler kritisierte. Die so kritisierten Spieler, darunter der ehemalige kanadische Spielertrainer der Wolves Skouson Harker, fühlten sich rassistisch beleidigt und verweigerten die weitere Zusammenarbeit mit Evans, weshalb die Spielansetzungen der Wolves im Dezember 2009 zunächst verschoben wurden. Evans trat schließlich zurück, während die in den Streik getretenen Spieler vom Verein entlassen wurden. Nachfolger von Evans wurde Ende Dezember der ebenfalls farbige Paul James, der sechs neue Spieler verpflichtete und am Saisonende eine ausgeglichene Bilanz erreichte. Doch in einem Dreiervergleich mit zwei anderen Mannschaften hatte man die schlechteste Bilanz und belegte Rang neun, so dass man die Finalrunde verpasste.
Am Ende der Saison 2010/11 belegten die Wolves erneut den neunten Abschlussplatz, wobei sie diesmal eine negative Saisonbilanz mit mehr Niederlagen als gewonnenen Spielen hatten. In der folgenden Spielzeit kam jedoch der sportliche Durchbruch, als sie nicht nur erstmals eine positive Saisonbilanz in der BBL hatten, sondern als Dritter mit nur acht Niederlagen in 30 Spielen nur eine Niederlage schlechter waren als der Tabellenerste Newcastle Eagles, die in jener Saison alle zu vergebenen Titel der BBL am Ende gewannen. Das Saisonende war für die Wolves enttäuschend, denn trotz der guten Ausgangsposition verlor man bei seiner zweiten Play-off-Teilnahme in der ersten Runde gegen die Cheshire Jets. In der Saison 2012/13 konnte man den sportlichen Erfolg der Vorsaison bestätigen und erreichte als Fünfter erneut einen Platz in der oberen Tabellenhälfte. In der ersten Runde der Play-offs gewann man sein erstes Finalrundenspiel, doch in der Addition von Hin- und Rückspiel schied man mit drei Punkten Unterschied gegen die viertplatzierten Surrey Heat erneut zum Auftakt der Play-offs aus.
In der Spielzeit 2013/14 bekamen die Wolves mit der neuen Franchise Birmingham Knights wieder einen regionalen Rivalen, der jedoch als Neuling Lehrgeld zahlte und kein einziges Saisonspiel gewann. Die Wolves hielten stattdessen mit den Spitzenmannschaften der Liga mit und belegten nach der Hauptrunde den dritten Platz hinter Newcastle Eagles und Sheffield Sharks. In den Play-offs führte schließlich MVP Zaire Taylor die Wolves zum Finalsieg über die Eagles und ihrem ersten Titel in der BBL.